# Cal Vinyaire (Lladurs)
Cal Vinyaire és una masia enrunada situada al poble de Lladurs, al municipi del mateix nom, al Solsonès.